# Епідемія грипу в СРСР у 1978—1979 роках
Епідемія грипу в СРСР у 1978—1979 роках (відома також як англ. 1977 Russian flu) — епідемія (пандемія?) грипу, що була зафіксована в СРСР у 1978 році. Почалася у Північному Китаї в травні 1977 року, трохи раніше, ніж у СРСР. Вона в основному уразила населення молодше 25 або 26 років і призвела до приблизно 700 тисяч смертей у всьому світі. Епідемію спричинив штам субтипу H1N1, який дуже нагадував той, що циркулював у всьому світі з 1946 по 1957 рік.
Проте генетичний аналіз і кілька незвичайних характеристик цієї епідемії чи пандемії спонукали багатьох науковців припустити, що вірус був випадково випущений внаслідок лабораторної аварії або ж внаслідок витоку вірусу під час випробування живої вакцини.

## Перебіг
У травні 1977 року спалах грипу стався на півночі Китаю, включаючи провінції Ляонін, Цзілінь і місто Тяньцзінь. Штам був виділений і визначений китайськими науковцями як субтип H1N1, який в основному уражав учнів середніх і початкових шкіл, які не мали імунітету до субтипу H1N1. Клінічні прояви були відносно слабкими. Інші райони материкового Китаю та британського Гонконгу також постраждали протягом наступних місяців.
У тому ж році субтип H1N1 був виявлений у Сибіру невдовзі після спалаху в Китаї, а потім швидко поширився по всьому СРСР, який був першою країною, що повідомила про спалах Всесвітню організацію охорони здоров'я (ВООЗ), тому що Китайська Народна Республіка тоді не була членом цієї організації й увійшла туди тільки у 1981 році. Тому епідемію неправильно назвали «російським грипом».
У 1977 році грип охопив Велику Британію. Досяг США в січні 1978 року. Попри те, що випадки спостерігалися в школах і військових базах по всій території США, було мало повідомлень про зараження людей старше 26 років, а рівень летальності серед постраждалих був низьким.
З кінця 1977 року субтип H1N1 почав спільно циркулювати з субтипом H3N2 серед людей у вигляді сезонного грипу.

## Етіологія
Штам H1N1 1977 року був майже ідентичний штаму 1950-х років, який не циркулював по всьому світу аж до його появи в 1977 році. Були окремі повідомлення про інший штам H1N1 на початку 1960-х років. Ця особливість штаму вірусу грипу субтипу H1N1 1977 року була інтерпретована як антропогенне походження вірусу.
Багато науковців припускають, що цей вірус потрапив до людей внаслідок нещасного випадку в лабораторії. Можливо це відбулося під час спроби підготувати ослаблену вакцину проти H1N1. Однак Всесвітня організація охорони здоров'я виключила лабораторне походження в 1978 році після спілкування з дослідниками в Радянському Союзі та Китаї: в їхній доповіді говорилося, що «відповідні лабораторії або ніколи не зберігали вірус H1N1, або не працювали з ним протягом тривалого часу».
Інші припустили, що це стало результатом випробування вакцини. Завдяки множинним джерелам епідемії, ймовірність виникнення в одній лабораторії була менш імовірною, ніж нещасний випадок із вакциною. Вірусолог Пітер Палезе стверджував, що епідемія стала «результатом випробувань вакцини на Далекому Сході, що включали введення кільком тисячам військовослужбовців живої вакцини проти субтипу H1N1», згідно з особистим повідомленням вірусолога Чі-Мінг Чу.

## Клінічна статистика
Перебіг грипу був відносно доброякісним. У 1977 році китайські науковці виявили нерівномірний рівень захворюваності серед різних груп студентів, а також багато легких і безсимптомних випадків. У США деякі дослідники оцінили рівень смертності від грипу як приблизно 5 на кожні 100 тисяч населення, що менше, ніж при сезонному грипі — ~6 на кожні 100 000 населення. Більшість інфікованих були у віці до 26 або 25 років. За оцінками, у світі через цю пандемію померло 700 тисяч осіб.